# 敬君弘
敬君弘（576年—626年7月2日），絳州太平县（今山西省临汾市）人。
敬君弘是北齊尚書右僕射敬顯儁的曾孫，於是就任命他掌管長安太極宮鎖鑰玄武門的屯營，加封云麾將軍，替唐帝李淵把守京師重地。玄武門之變當天，隱太子李建成被殺，餘黨馮立、謝叔方率東宮及齊王府二路三千兵馬攻打玄武門。敬君弘的手下勸他先觀察形勢，待士兵集合后再戰不遲，敬君弘不聽，與中郎將呂世衡大呼而出戰，被東宮主將馮立一刀斬斃，屍首分離。李世民即帝位後，追赠敬君弘为左屯卫大将军。

## 延伸阅读
[在维基数据编辑]
 《舊唐書/卷187上》，出自刘昫《舊唐書》